# Volatilitet
Volatilitet är ett begrepp inom finansvärlden för prisrörligheten hos aktier och andra finansiella tillgångar. Enkelt uttryckt beskriver volatilitet hur mycket priset på en finansiell tillgång svänger eller varierar. Ju mer tillgångens värde rör sig upp och ner desto högre volatilitet har tillgången. Stockholmsbörsens volatilitet år 2005 var strax över 20 %.
Volatilitet är standardavvikelse på tillgångens avkastning. Volatilitet används som mått för att mäta marknadsrisken hos en finansiell tillgång. 
Volatilitet, är ett riskmått som anger hur stora rörelserna varit i en aktie, uttryckt i procent. Måttet baseras på aktiens utveckling de senaste 30 dagarna och mäter kursens standardavvikelse från medelvärdet under den perioden.